# تپه قلعه جوق خیرالدین
تپه قلعه جوق خیرالدین مربوط به هزاره اول قبل از میلاد - دوره اشکانیان است و در شهرستان ورزقان، بخش مرکزی، دهستان ازومدل جنوبی، ۱ کیلومتری شمال شرق روستای خیرالدین واقع شده و این اثر در تاریخ ۱۲ شهریور ۱۳۸۶ با شمارهٔ ثبت ۱۹۳۴۳ به‌عنوان یکی از آثار ملی ایران به ثبت رسیده است.